# 蒂法妮·罗伯茨
蒂法妮·罗伯茨（英語：Tiffany Roberts，1977年5月5日—），美国女子足球运动员。她曾代表美国国家队参加1996年夏季奥林匹克运动会足球比赛，获得一枚金牌。她也曾参加1995年、1999年和2003年女子足球世界杯。